# Gioconda Torlonia
La Gioconda Torlonia, definita pure Gioconda di Montecitorio o Gioconda di Roma, è una versione della Gioconda di Leonardo da Vinci, che fu dipinta da autore anonimo.

## Storia
L'opera era custodita in Francia probabilmente nella collezione del cardinale Fesch, che era zio di Napoleone Bonaparte: quando era in territorio francese durante il '700, questo dipinto, che stava su una tavola di legno, fu staccato prelevandolo con lo strato legnoso sottostante e fissato su una tela. Nel 1814 il dipinto passò alla collezione Torlonia di Roma, dalla quale ereditò il nome, quindi successivamente fu sistemato nella Galleria nazionale d'arte antica di palazzo Corsini nel 1892. Dal 1927 il quadro è conservato nel Palazzo Montecitorio. Questa opera è una proprietà dello Stato italiano.
Conservata a lungo in deposito, poiché ritenuta una comune copia post-rinascimentale della celebre Monna Lisa, a partire dal dicembre 2021, dopo il suo restauro, gode di grande attenzione mediatica.
Da marzo 2022 viene esposta permanentemente presso la Camera dei deputati. Si sta attualmente decidendo quale sala la ospiterà, probabilmente la "Sala Aldo Moro".

## Attribuzione
Secondo l’inventario di Giuseppe Antonio Guattani, risalente ai primi dell’Ottocento, sarebbe opera di Bernardino Luini. Secondo studi più recenti del 2021/22, eseguiti dal restauratore Antonio Forcellino assieme alla sorella Maria, sarebbe una variante della celebre opera, realizzata dallo stesso Leonardo durante il suo breve periodo romano.
Lo studioso campano, autore già di una biografia su Leonardo, ha notato, in particolare, somiglianze tra la tecnica compositiva del maestro e l’opera; specialmente per quanto riguarda i tratti del paesaggio e le velature degli incarnati. Pure la restauratrice Cinzia Pasquali, specialista che con Forcellino restaurò il dipinto nel 2021, ipotizza una possibile partecipazione di Leonardo alla realizzazione del ritratto.

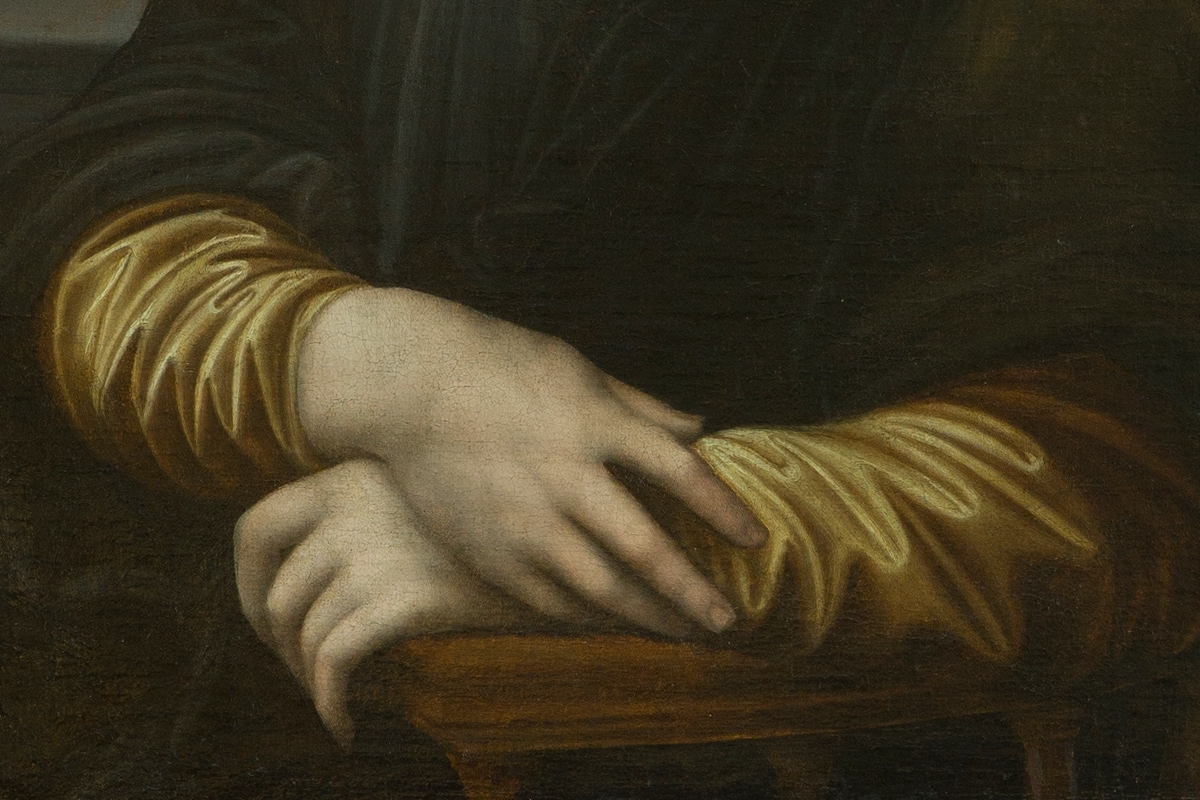
Dettaglio delle mani

Lo storico dell'arte Vittorio Sgarbi esclude la possibilità che Leonardo o un suo allievo abbia posto le sue mani su tale dipinto, che non ha la qualità delle altre opere del maestro toscano, mentre Claudio Strinati considera plausibile che qualcuno della bottega di Leonardo, quando l'artista soggiornava a Roma, possa essere il pittore che realizzò il ritratto, ma non Leonardo.